# Visa per la Imatge

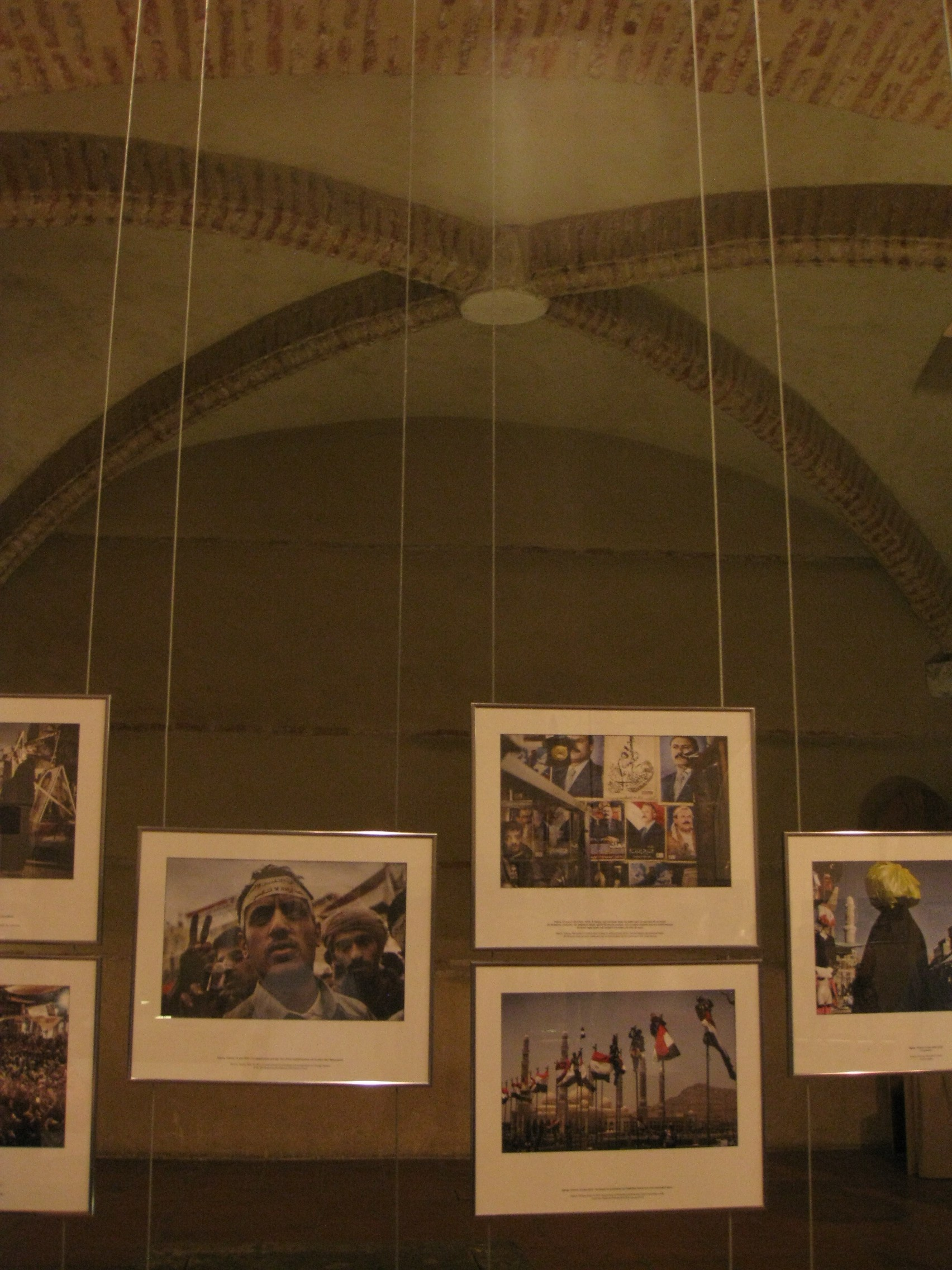
Exposició a l'església de Sant Domènec

Visa per la Imatge (nom en francès, Visa pour l'Image) és un festival internacional de fotoperiodisme creat el 1989 per Jean-François Leroy, que té lloc anualment a la ciutat de Perpinyà, des de finals d'agost a mitjans de setembre, durant 15 dies. Es tracta del principal i més important festival de fotoperiodisme del món.
L'associació de les revistes Paris Match, Photo i d'altres socis (com el grup editorial Hachette Filipacchi) han convençut progressivament el Ministeri de la Cultura francès i els socis locals, i també la japonesa Canon de finançar aquest esdeveniment, juntament amb alguns laboratoris fotogràfics.

## El festival
Aquest festival proposa no només exposicions, sinó també conferències, trobades internacionals i entregues de premis prestigiosos a fotògrafs internacionals, recompensant els millors reportatges. Els fotògrafs més cèlebres del món sencer, com ara Herb Ritts, assisteixen i participen en aquest festival.
S'organitzen exposicions dels fotoperiodistes i agències fotogràfiques més importants del moment en diversos edificis històrics i centres culturals de la ciutat; en l'edició de 2008 n'hi va haver més de trenta, repartides per tota la ciutat. Alguns dels espais utilitzats són l'església de Sant Domènec i el convent dels Mínims. També tenen lloc (en el recinte del Campo Santo i excepcionalment a la Plaça de la República) vetllades amb projeccions fotogràfiques tant d'actualitat com a retrospectives.

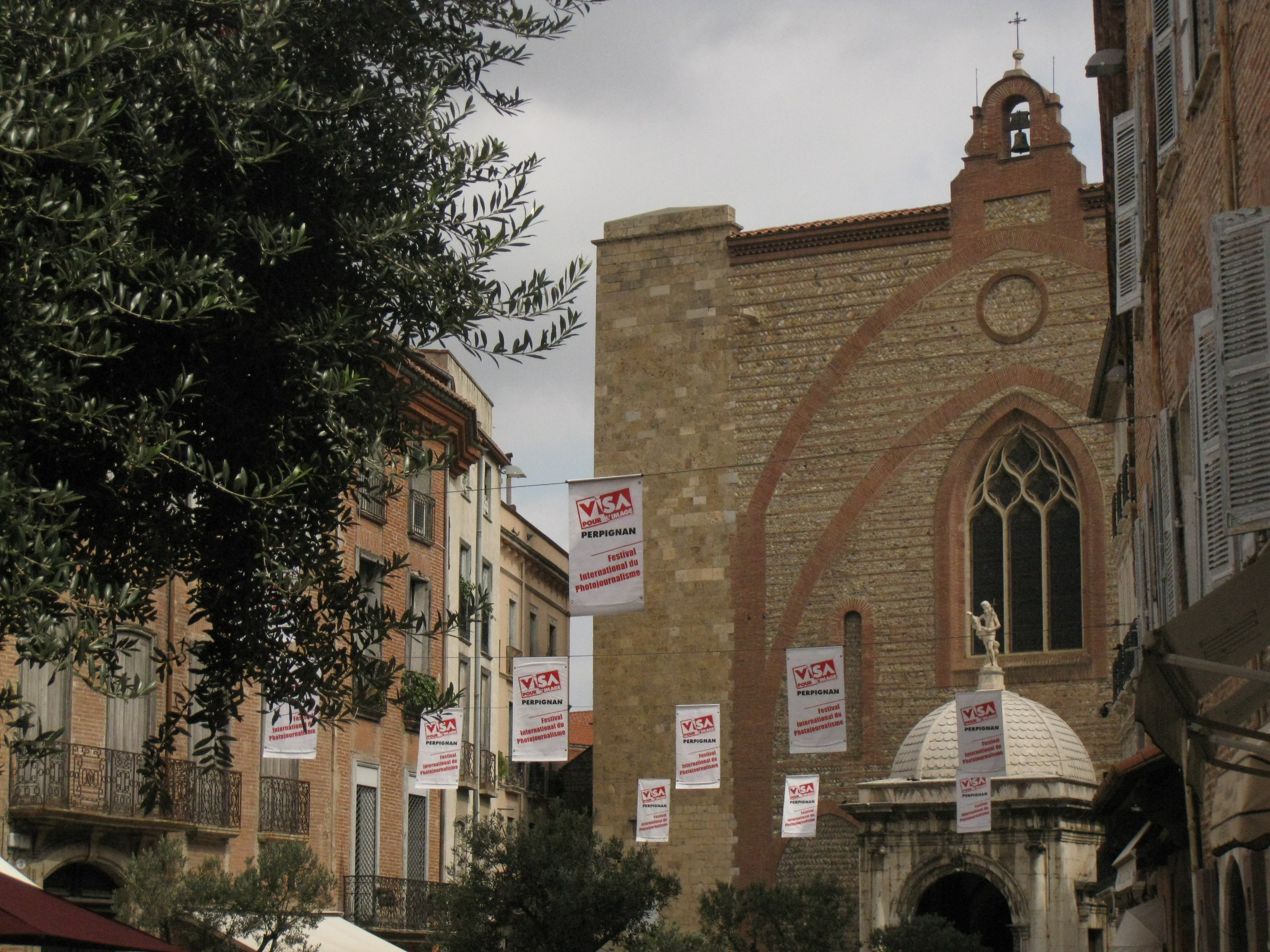
Cartells commemoratius del certamen a la plaça Gambetta, davant la catedral (2011)

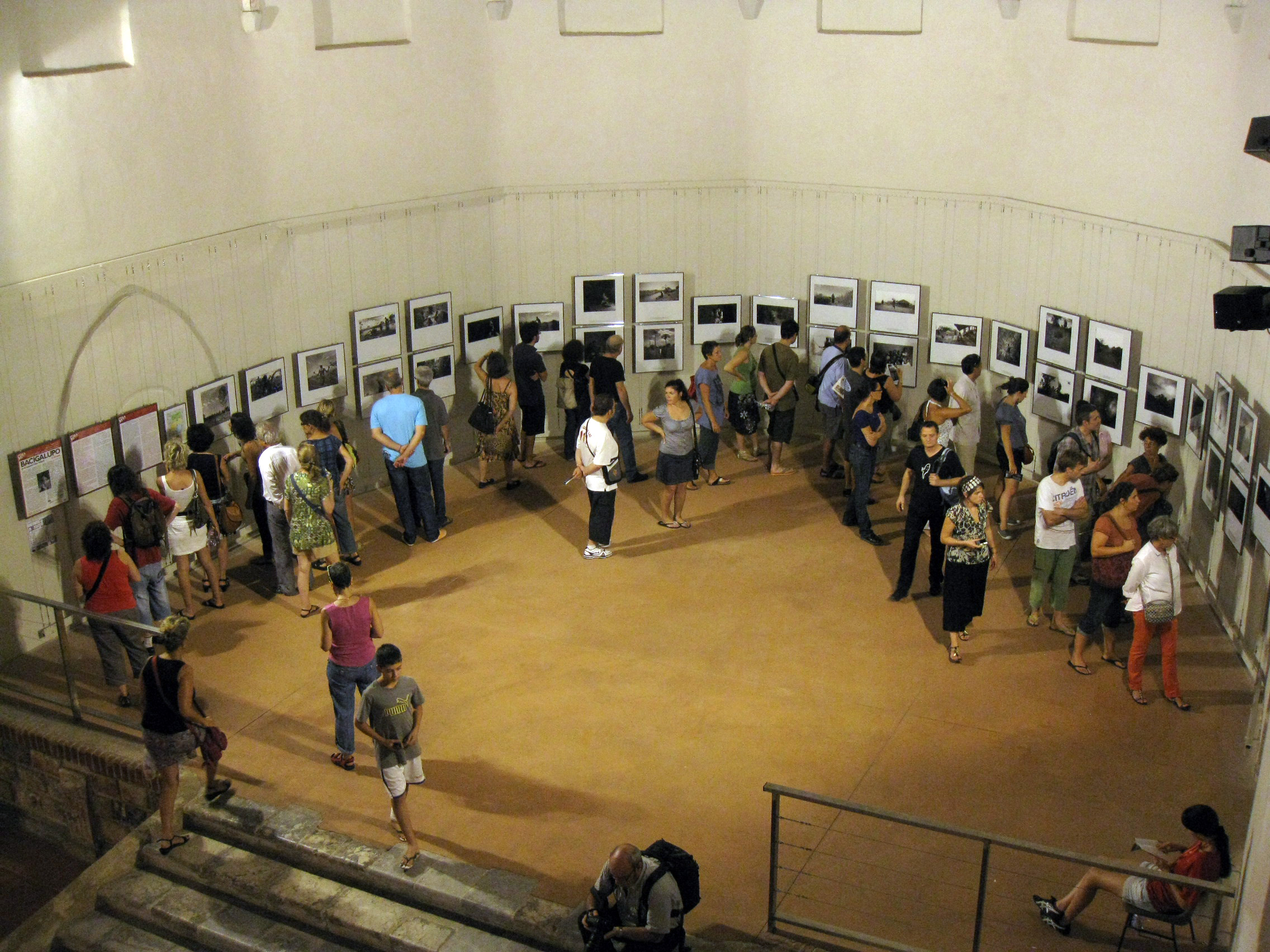
Exposició al convent dels Mínims (2011)

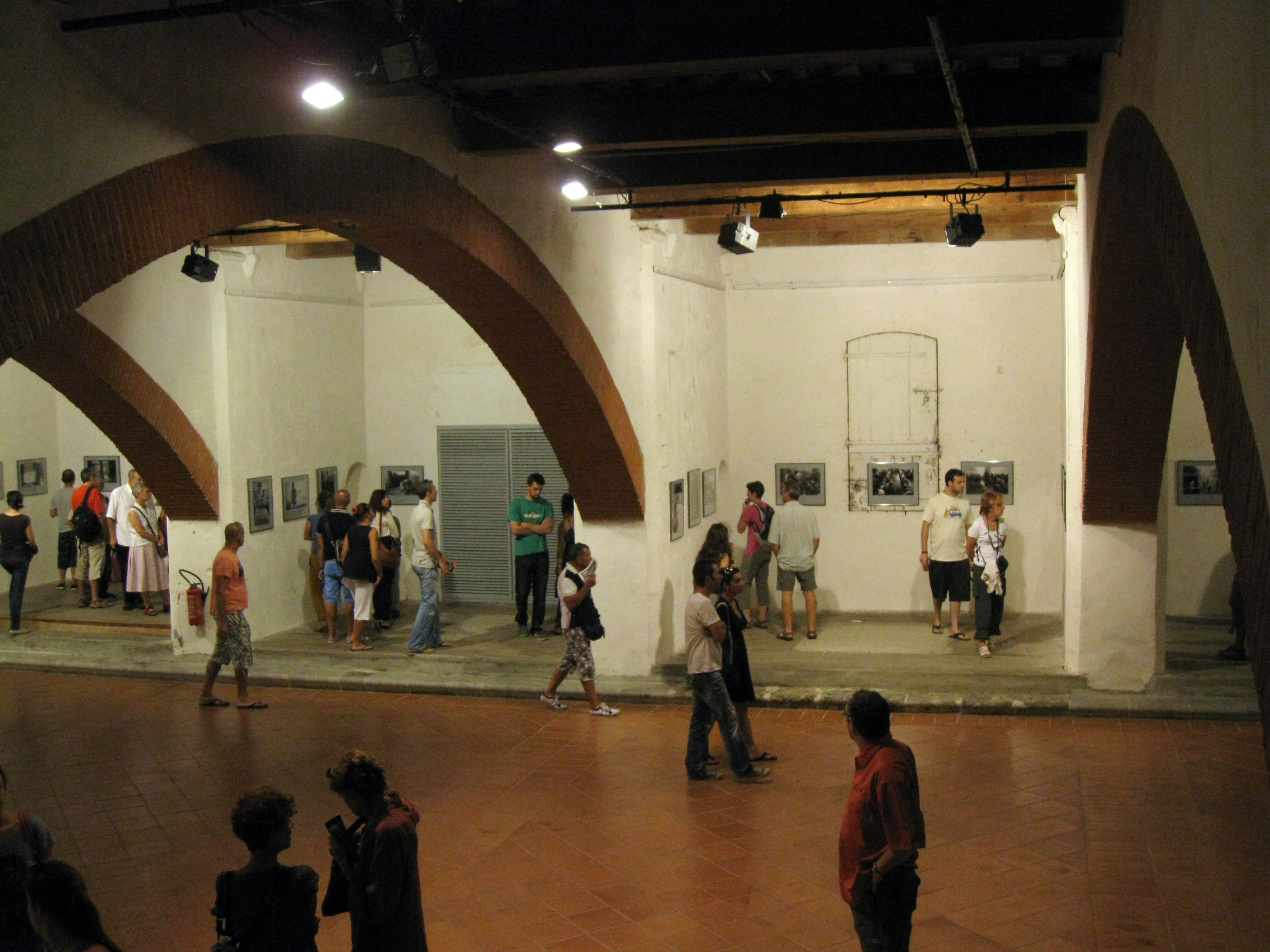
Exposició al convent dels Mínims (2011)

A més, es realitzen nombroses trobades amb fotògrafs, que permeten apropar la professió al públic, i un col·loqui en què diversos especialistes i professionals discuteixen qüestions que preocupen i interessen al món de la imatge i la informació.
En el marc del festival, la Setmana professional constitueix una ocasió idònia perquè fotoperiodistas de tot el món es reuneixin i comparteixin els seus treballs i inquietuds. El Centre Internacional de Premsa, situat al Palau dels Congressos, rep cada any a 3.000 professionals acreditats i 280 agències d'una cinquantena de països, i més de 60 agències i col·lectius de fotògrafs del món disposen d'una oficina de representació.
2013
Per l'edició de 2013, que va tenir lloc del 31 d'agost al 15 de setembre, les exposicions van tenir lloc al convent dels Mínims, l'església de Sant Domènec, el Polvorí, el convent de Santa Clara, el palau de les Corts, la caserna Gallieni, la capella del Terç-Ordre, l'arsenal dels Carmelites, la casa Pams, el palau dels Congressos, el Campo-santo, la plaça de la República, el Teatre de l'Arxipèlag i l'institut Jean Vigo. El llegendari fotògraf de guerra Don McCullin (Contact Press) va ser una de les figures principals d'aquella edició.
2021
El 33è festival de Visa per la Imatge va tenir lloc del 28 d’agost al 12 de setembre, en el context de la Covid. Aquesta edició, però, va comptar amb una participació poc usual. Jonas Bendiksen, fotògraf de Magnum, va presentar les fotografies que formaven part de la seva nova obra, The Book of Veles. Les fotografies pretenien ser un retrat de la realitat de Veles, una localització de Macedònia coneguda com l'epicentre mundial de les fake news. Aquestes fotografies, en realitat, mostraven persones realitzades digitalment, és a dir, el fotògraf no va fotografiar cap persona real. Bendiksen va presentar aquestes fotografies al festival amb l'objectiu de veure si experts en fotografia se n'adonaven. Contràriament, ningú se'n va adonar i, fins i tot, li van oferir al fotògraf una projecció nocturna del seu projecte al festival. Bendiksen va acceptar per veure fins on podia arribar la mentida, però ningú semblava adonar-se'n. Gairebé una setmana després del final del festival es va destapar la mentida, i el director Jean-François Leroy va haver de publicar una disculpa per la falta d'atenció de l'equip.

## Premis
Visa per la Imatge concedeix en cada edició diversos premis als millors reportatges realitzats durant l'any. Un jurat internacional, format per directors de fotografia de mitjans informatius de tot el món, escull d'entre els treballs fotogràfics de l'any –publicats o no- a quatre nominats per a cadascuna de les categories, i posteriorment un segon jurat es reuneix a Perpinyà per designar el guanyador de cada premi. En l'actualitat, els guardons són els següents:
- Visa d'Or News
- Visa d'Or Magazine
- Visa d'Or Daily Press
- Visa d'Or Humanitari del Comité internacional de la Creu Roja
- Visa d'Or d'honor de Le Figaro Magazine
- Premi Vila de Perpinyà Rémi Ochlik, al millor jove fotoperiodista de l'any
- Premi Canon de la Dona Fotoperiodista, atorgat per Canon France i l'Association de Femmes Journalistes ("Associació de Dones Periodistes"), i amb el suport de Le Figaro Magazine[10]
- Premi Pierre & Alexandra Boulat, beca que compta amb el suport de Canon France
- Premi Webdocumental France 24-RFI, amb la col·laboració dels canals France 24 i RFI, i que recompensa el millor webdocumental
- Premi ANI - PixPalace, convocat per l'Associació Nacional d'Inconògrafs (ANI) i concedit per PixPalace
- Getty Images Grants per fotografia editorial, atorgat per Getty Images i dirigit a denunciar injustícies socials i culturals[11]

## Programes educatius
D'altra banda, l'associació Visa per la Imatge participa activament en programes educatius. Així, en l'edició de 2008, va col·laborar amb el Centre de Liaison de l'Enseignement et des Médias d'Information ("Centre de Relació entre l'Ensenyament i els Mitjans d'Informació") per oferir visites guiades a les exposicions a escolars i estudiants de secundària de l'àrea de Perpinyà, així com cursos de formació als professors perquè traslladin l'anàlisi i la reflexió sobre el llenguatge fotogràfic dels mitjans de comunicació a les seves classes en els centres d'ensenyament. Tres anys més tard, el festival va dedicar una setmana als escolars.

## Més enllà de Perpinyà

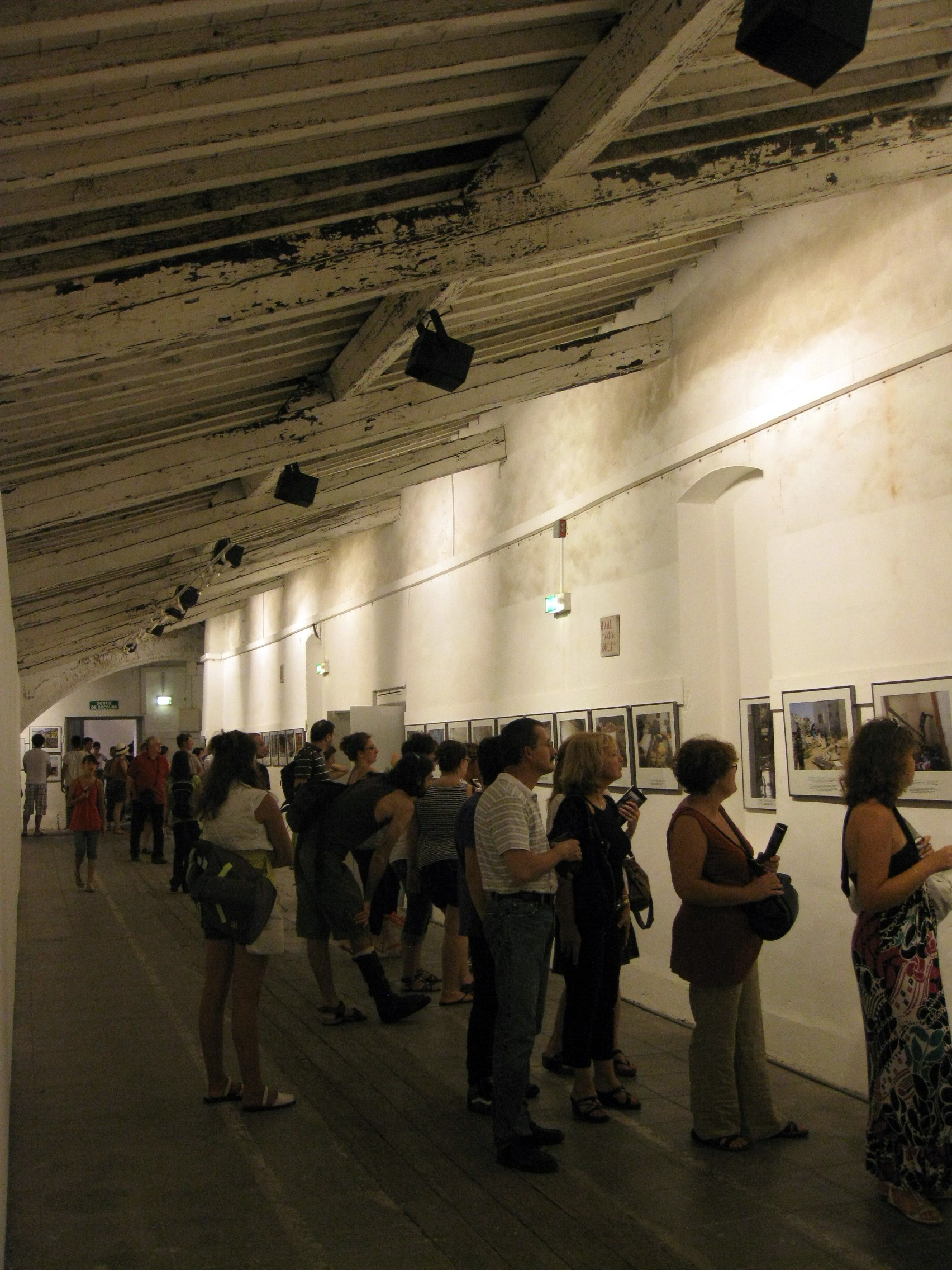
Exposició al convent dels Mínims, galeria superior del claustre (2011)

Un cop finalitzat el festival, algunes de les exposicions que s'hi mostren segueixen exhibint-se en altres indrets. Així, per exemple, l'any 2012 el Centre de Cultura Contemporània de Barcelona, juntament amb l'Institut Français i Casa Àsia, van organitzar l'exposició "Visa pour l'Image – Perpignan", comissariada per la Fundació Photographic Social Vision, i la mateixa fundació va triar cinc de les exposicions d'aquell any per a mostrar-les a Barcelona durant el 2013.